# Jawdar Ben Abdellah
Pour les articles homonymes, voir Ben Abdellah.
Jawdar Ben Abdellah est un ambassadeur marocain à la cour anglaise du temps du roi Charles Ier, envoyé de Mohammed esh-Sheikh es-Seghir en 1637.